# SNCF CC 7100
De serie "CC7100" van de Franse Spoorwegen (Société nationale des chemins de fer français of SNCF) is een serie elektrische locomotieven, gebouwd door Alstom. De prototypes (serie "CC7000", genummerd 7001 en 7002) werden in 1949 gebouwd. De productielocomotieven (CC7101 - CC7158) zijn vervolgens gebouwd in de periode 1952 tot en met 1955. Dit waren de eerste gelijkstroomlocomotieven van de SNCF die harder konden dan 100 km/h.

## Snelheidsrecords
Op 21 februari 1954 behaalde de CC 7121 op de lijn Parijs-Marseille bij Vougeot het wereldsnelheidsrecord op rails met een snelheid van 243 km per uur. De CC 7107 verbeterde op 28 maart 1955 dit record door een snelheid van 330,8 km per uur te behalen op de lijn Bordeaux-Irun bij Morcenx.

## Verdere levensloop
Enkele locomotieven zijn uitgerust met een opnameschoen voor een derde rail zoals die gebruikt werd op de lijn tussen Chambéry en Modane. Deze voorziening is in 1976 verwijderd. 
Alle locomotieven hebben in de jaren 80 een grote revisie gekregen. Hierbij werden de originele schortplaaten verwijderd en werden de ruiten en verlichting vervangen. Ondanks dat ze hoge snelheden aankunnen, zijn ze in hun loopbaan steeds meer in de goederendienst terechtgekomen omdat ze in de reizigersdienst meer en meer vervangen werden door modernere locomotieven. In 2001 waren er van deze serie nog 5 exemplaren in dienst. De introductie van de BB27000-serie heeft er uiteindelijk voor gezorgd dat de laatste exemplaren uit dienst gingen. 
De volgende locomotieven zijn bewaard gebleven:
- CC 7102 (staat in het station Ambérieu en kan nog rijden)
- CC 7106 (staat in het station Ambérieu)
- CC 7107 (in het Franse spoorwegmuseum in Mulhouse)
- CC 7121 (in Miramas)
- CC 7140 (in het Écomusée, Breil-sur-Roya)

## Export
Naast de 58 locomotieven voor de Franse SNCF, zijn er 136 aan Spanje, 66 aan China, 50 aan de Sovjet Unie, 15 aan Marokko en 16* aan Nederland  (NS 1300) geleverd. * NS 1303 werd afgevoerd in 1953 en vervangen door een oorspronkelijk voor de SNCF gebouwde CC 7100, die NS 1311 werd. 

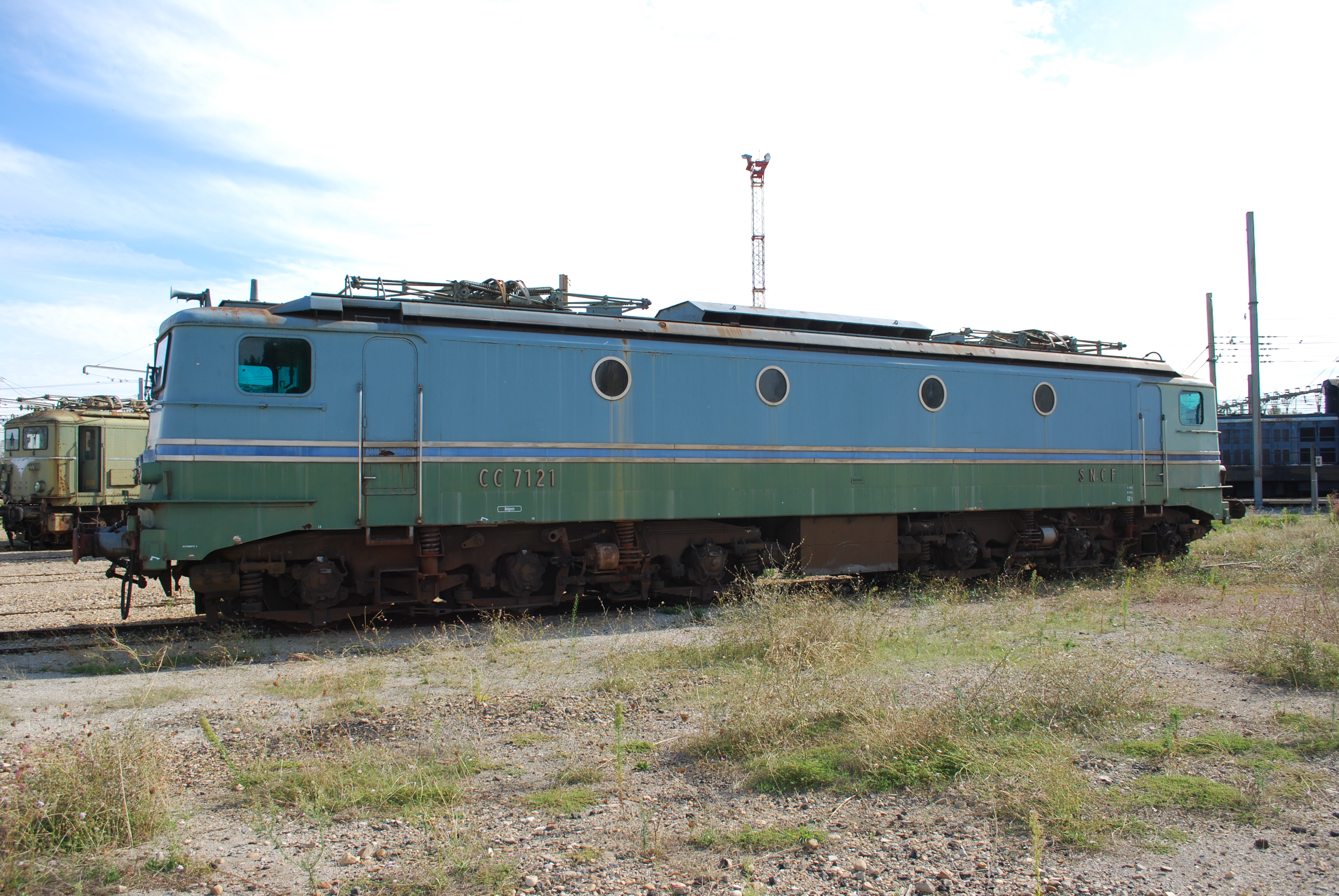
De CC7121 in Miramas (2010).
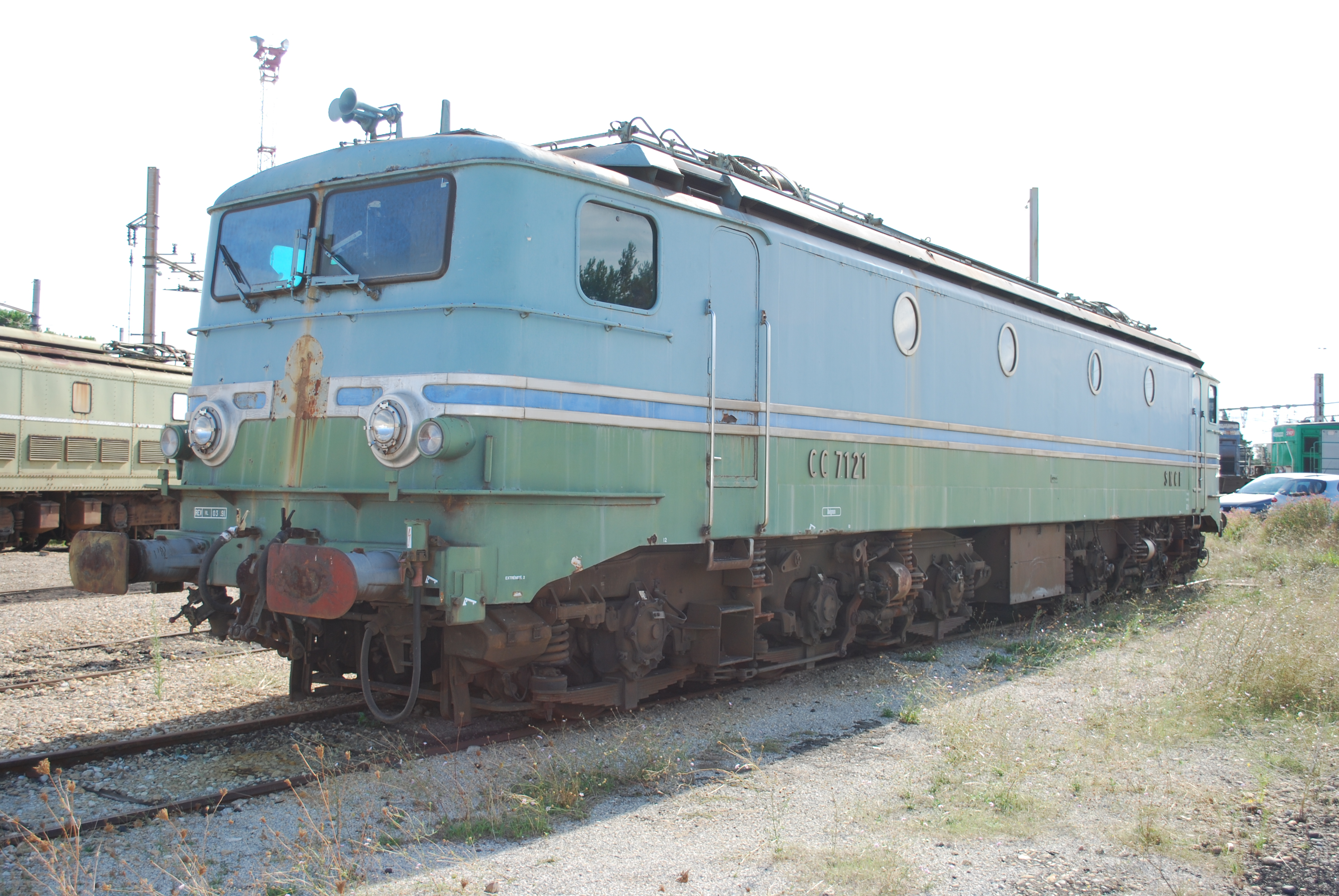
De CC7121 in Miramas (2010).
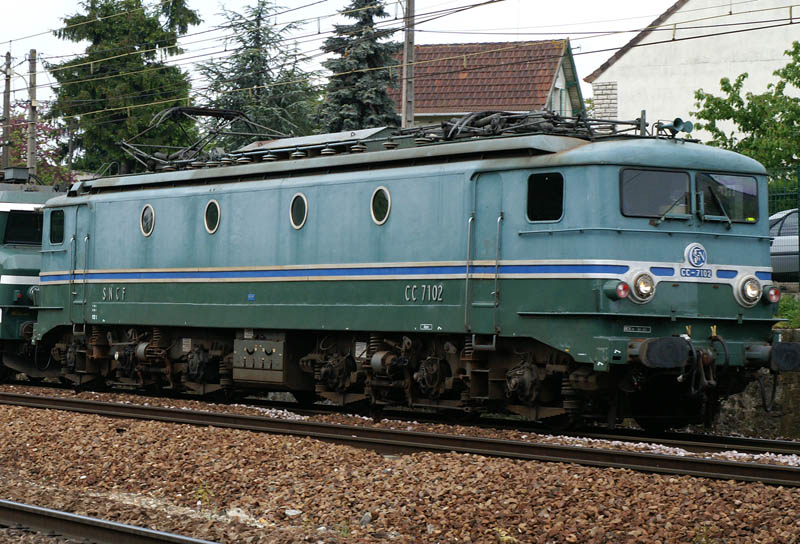
CC7102 bij Le Mee sur Seine.